# Ca la Guidó
Ca la Guidó (mas) és un mas que ha donat nom a un barri situat al municipi de Blanes, a la comarca catalana de la Selva.